# Kanton Revigny-sur-Ornain
Kanton Revigny-sur-Ornain (fr. Canton de Revigny-sur-Ornain) je francouzský kanton v departementu Meuse v regionu Grand Est. Tvoří ho 28 obcí. Před reformou kantonů 2014 ho tvořilo 15 obcí.

## Obce kantonu
od roku 2015:
| - Andernay - Beurey-sur-Saulx - Brabant-le-Roi - Chaumont-sur-Aire - Contrisson - Courcelles-sur-Aire - Couvonges - Érize-la-Petite - Les Hauts-de-Chée - Laheycourt - Laimont - Lisle-en-Barrois - Louppy-le-Château - Mognéville | - Nettancourt - Neuville-sur-Ornain - Noyers-Auzécourt - Rancourt-sur-Ornain - Rembercourt-Sommaisne - Remennecourt - Revigny-sur-Ornain - Robert-Espagne - Sommeilles - Val-d'Ornain - Vassincourt - Vaubecourt - Villers-aux-Vents - Villotte-devant-Louppy |

před rokem 2015:
- Andernay
- Beurey-sur-Saulx
- Brabant-le-Roi
- Contrisson
- Couvonges
- Laimont
- Mognéville
- Nettancourt
- Neuville-sur-Ornain
- Rancourt-sur-Ornain
- Remennecourt
- Revigny-sur-Ornain
- Val-d'Ornain
- Vassincourt
- Villers-aux-Vents